# Дрік притиснутий
Дрік притиснутий (Genista depressa) — вид рослин з родини бобові (Fabaceae), поширений у Південно-Східній Європі — Балканський п-ів і Крим.

## Опис
Кущ 10–30 см. Рослина зі сланкими стеблами і висхідними, округлими або невиражено 4-гранними ребристими, розсіяно запушеними окремими волосками, гілками.

## Поширення
Поширений у Південно-Східній Європі — Балканський п-ів і Крим.
В Україні вид зростає на кам'янистих місцях, осипах і в ущелинах скель — у гірському Криму.